# Xenocrasis panamensis
Xenocrasis panamensis är en skalbaggsart som beskrevs av Giesbert 1991. Xenocrasis panamensis ingår i släktet Xenocrasis och familjen långhorningar.
Artens utbredningsområde är Panama. Inga underarter finns listade i Catalogue of Life.